# Francillon-sur-Roubion
Francillon-sur-Roubion é uma comuna francesa na região administrativa de Auvérnia-Ródano-Alpes, no departamento de Drôme. Estende-se por uma área de 10,8 km². Em 2010 a comuna tinha 193 habitantes (densidade: 17,9 hab./km²).